# Sender Billwerder-Moorfleet
Der Sender Billwerder-Moorfleet ist eine Sendeanlage des Norddeutschen Rundfunks im Hamburger Stadtteil Billwerder.

## Betrieb

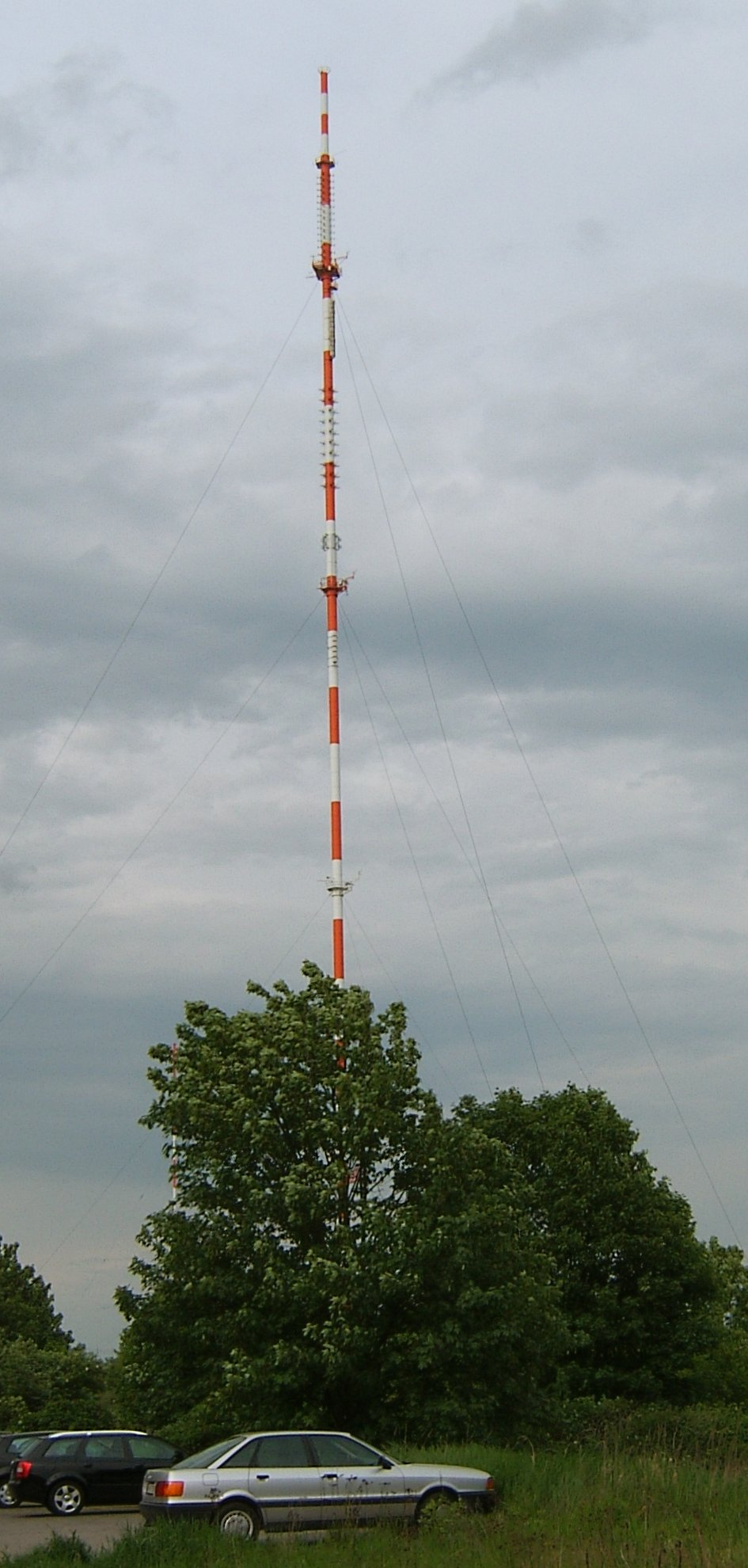
304-m-Mast für DVB-T und UKW

Am 2. Mai 1924 begann die Nordische Rundfunk AG (NORAG) im Hamburger Fernsprechamt Schlüterstraße ihren Sendebetrieb auf Mittelwelle 759 kHz (395 m) mit nur 0,7 kW Leistung. Bis zur Luzerner Wellenkonferenz von 1933 zur Festlegung der Frequenzen in Europa ab 15. Januar 1934 wurde mit 2 kW bis 10 kW auf verschiedenen Frequenzen (764 kHz, 805 kHz und 945 kHz) und ab 15. Oktober 1925 vom Sender Lokstedt gesendet.
Am 1. April 1934 nahm der Sender Billwerder-Moorfleet als Reichssender Hamburg den Betrieb mit zwei starken 100-kW-Mittelwellensendern (904 kHz) im Verbund des damaligen Großrundfunksendernetzes auf. Die Antenne war über einen 145 m hohen Holzturm abgespannt und ab 27. September 1938 abendlich eingeblendete englische Nachrichtensendungen konnten in Großbritannien gehört werden. 1940 wurde eine breitbandige Dreieckflächenantenne ergänzt.
Alle Sendeanlagen blieben bis Kriegsende intakt, lediglich der Sendemast musste 1941 kriegsbedingt auf 85 m verkürzt werden. Nachdem Hamburgs Kampfkommandant Alwin Wolz, nach Autorisierung durch den letzten Reichspräsidenten Karl Dönitz, der sich in den Sonderbereich Mürwik abgesetzt hatte, bei Lüneburg in der Villa Möllering am 3. Mai 1945 die Bedingungen zur Übergabe von Hamburg an die Briten unterschrieb, marschierten die britischen Soldaten noch am Nachmittag des Tages in der Stadt ein. Die Briten begannen alle Bereiche des öffentlichen Lebens in der Stadt zu kontrollieren. Am 4. Mai 1945 meldete sich der Hamburger Sender mit den Worten „This is Radio Hamburg, a station of the allied military Government“ erstmals unter britischer Leitung. Die an diesem Tag unterzeichnete Teilkapitulation der Wehrmacht für Nordwestdeutschland, Dänemark und die Niederlande wurde erst am 6. Mai, 0 Uhr vom Reichssender Flensburg verkündet.
1947 sendete der NWDR weiterhin über diese Anlagen auf Mittelwelle 904 kHz bis 1949, als ein neuer 198 Meter hoher, gegen Erde abgespannter Stahlfachwerkmast mit einer Reusenantenne und einer Sendeantenne für UKW-Hörfunk auf der Spitze errichtet wurde. Am 20. Mai 1949 begann der Sendebetrieb auf UKW 89,6 MHz mit selbstgebautem 0,1-kW-Sender, der jedoch am 15. Juli 1949 durch einen Sender gleicher Leistung der Firma Lorenz abgelöst werden musste. Ende 1952 folgte die erste Ausstrahlung von Fernsehprogrammen im VHF-Bereich mit einem 10-kW-Sender. 1954 war Hamburg 1 auf 88,5 MHz mit 10 kW Sendeleistung zu hören, 1958 gab es schon die drei Programme Hamburg 1 (92,1 MHz, 5 kW), Hamburg 2 (88,5 MHz, 50 kW) und Hamburg 3 (96,3 MHz, 5 kW).
Anfang 1953 wurde einer der zwei 100-kW-Mittelwellensender (von 1934) umgebaut zu einem 20-kW-Langwellensender (151 kHz mit Einseitenbandmodulation), der dann von Mitte 1953 bis Ende 1962, zuletzt mit 50 kW, in Richtung Ostblock sendete. Der Deutsche Langwellensender diente als Gegenstück zum ostdeutschen „Deutschlandsender“. Der zweite 100-kW-Mittelwellensender wurde auf 971 kHz umgestellt, da gleichstarke italienische und britische Sender die alte Frequenz 904 kHz störten.
1964 wurde der Sendemast von 1949 abgebrochen und 1965 am Rundfunksender Kronshagen zur Verbesserung der UKW-Sendeleistung montiert. Am 5. Februar 1966 wurden beide Mittelwellensender durch neue 300-kW-Sender ersetzt. Anfang 2010 erhielt die Firma TRANSRADIO SenderSysteme Berlin den Auftrag zum Ersatz eines MW-Senders durch einen effizienteren 100-kW-Sender, der am 13. Januar 2015 abgeschaltet wurde.
Am 2. Dezember 2016 um 13:25 Uhr wurden die beiden kleineren Sendemasten gesprengt.
Seit Februar 2025 wird ein neuer 300 m hoher abgespannter Stahlgittermast errichtet, der den alten Stahlrohrmast ersetzen soll, weil er den aktuellen statischen und baulichen Anforderungen des Norddeutschen Rundfunks nicht mehr gerecht werden kann. Der Mast wird 160 m nordöstlich des alten Rohrmasten gebaut. Dieser soll Anfang 2026 in Betrieb genommen werden und alle Aufgaben des Rohrmasten ersetzen. Ab dann soll der alte Sendemast mithilfe eines Helikopters bis Ende 2026 zurückgebaut werden.

## Antennen, Frequenzen und Programme

### AM-Rundfunk (MW)
Die Mittelwellenverbreitung wurde am 13. Januar 2015 eingestellt. Ausgestrahlt wurde zuletzt das Programm NDR Info Spezial auf der Frequenz 972 kHz mit 100 kW Leistung. Die zugehörige Sendeantenne, welche aus einem 189 Meter hohen, gegen Erde isolierten und mit einem Trennisolator in 101,8 Meter in 2 Teile unterteilten, 1963 errichteten Rohrmast und einem 1979 errichteten, gegen Erde isolierten 77 Meter hohen Fachwerkmast mit dreieckigem Querschnitt bestand, wurde am 2. Dezember 2016 gesprengt. Von beiden Masten sind noch Fundamente erhalten.

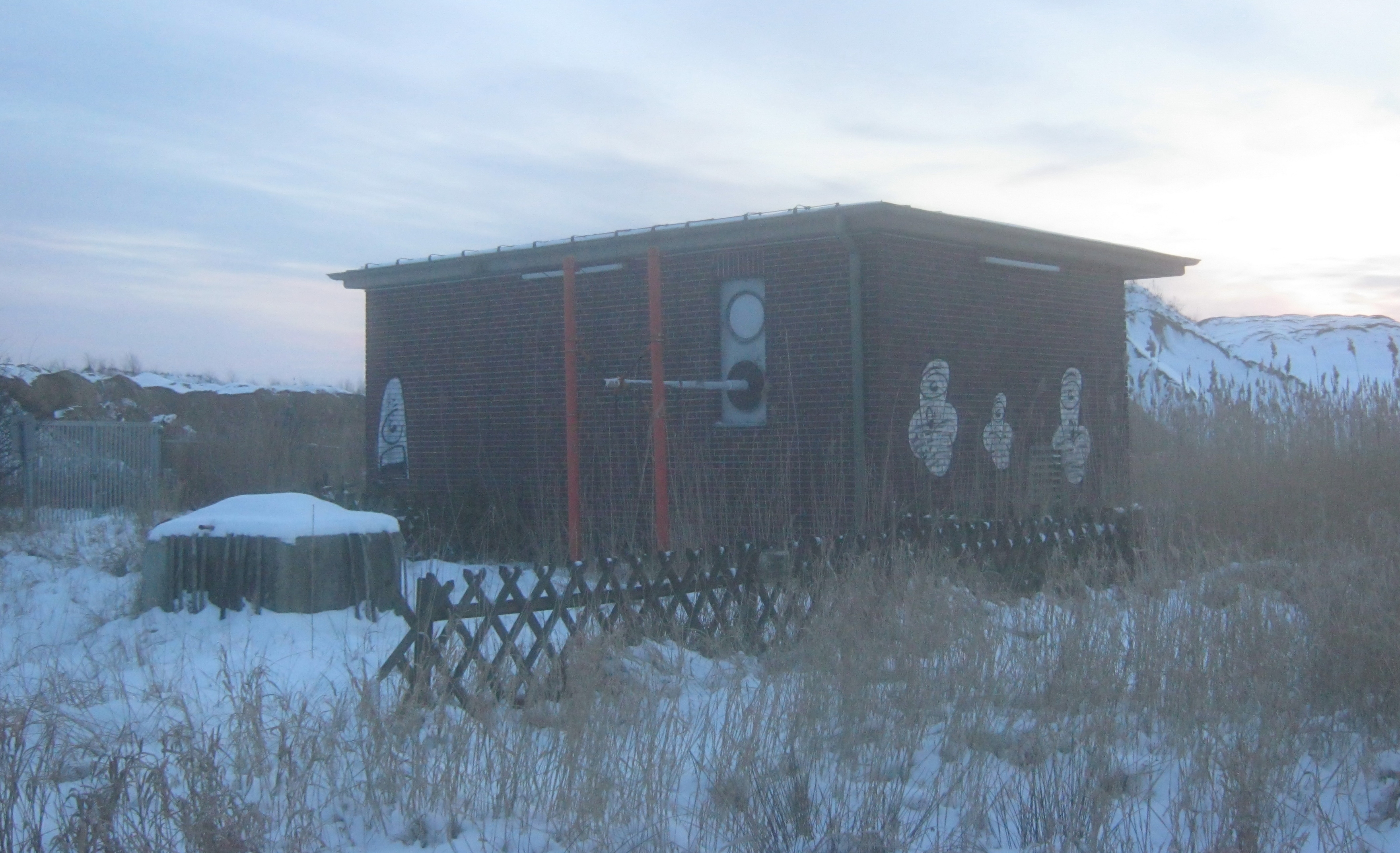
Abstimmhaus des einstigen Mittelwellensendemasten mit einstigem Mastfundament

Ein weiterer Mittelwellensendemast, der als Reserveantenne diente und 1963 errichtet wurde, wurde schon am 15. September 2011  gesprengt.

### FM-Rundfunk (UKW)
Im Jahr 1960 wurde die heutige FM-Antennenanlage für UKW-Hörfunk und Fernsehen errichtet, die aus einem abgespannten Stahlrohrmast besteht. Dieser Sendemast hat einen Durchmesser von zwei Metern 53° 31′ 9″ N, 10° 6′ 10″ O. Er war ursprünglich 255 Meter hoch und wurde inzwischen auf 304 Meter aufgestockt. Er ist das höchste Bauwerk in Hamburg.
Im Antennendiagramm sind im Falle gerichteter Abstrahlung die Hauptstrahlrichtungen in Grad (azimut) angegeben.
| Frequenz (MHz) | Programm         | RDS PS   | RDS PI                | ARI | Regionalisierung | ERP (kW) | Antennendiagramm rund (ND)/gerichtet (D) | Polarisation horizontal (H) |
| -------------- | ---------------- | -------- | --------------------- | --- | ---------------- | -------- | ---------------------------------------- | --------------------------- |
| 90,3           | NDR 90,3         | NDR_90,3 | D451                  | –   | –                | 80       | ND                                       | H                           |
| 89,5           | NDR 1 Welle Nord | NDR_1_SH | D8E1 (regional), D3E1 | –   | Norderstedt      | 10       | D (280°-40°)                             | H                           |
| 87,6           | NDR 2            | _NDR_2__ | D582 (regional), D382 | –   | Hamburg          | 80       | ND                                       | H                           |
| 99,2           | NDR Kultur       | NDR_Kult | D383                  | –   | –                | 80       | ND                                       | H                           |
| 92,3           | NDR Info         | NDR_Info | D384                  | –   | –                | 6,3      | D (350°-310°)                            | H                           |
| 94,2           | N-Joy            | _N-JOY__ | D385                  | –   | –                | 1        | D (280°-40°)                             | H                           |
| 88,7           | Deutschlandfunk  | __Dlf___ | D210                  | –   | –                | 3,2      | ND                                       | H                           |
| 103,6          | Radio Hamburg    | RADIO_HH | D358                  |     | –                | 80       | ND                                       | H                           |

Radio Hamburg strahlte als letzter Sender der Welt die ARI-Kennung aus (Code C für das Bundesland Hamburg). Besitzer älterer Radios konnten hier noch bis mindestens August 2012 die volle Funktionalität von ARI nutzen.

### Digitales Radio (DAB)
DAB beziehungsweise DMB wird in vertikaler Polarisation und im Gleichwellenbetrieb mit anderen Programmen ausgestrahlt.
| Block                       | Programme | ERP (kW) | Antennendiagramm rund (ND)/ gerichtet (D) | Gleichwellennetz (SFN) |
| --------------------------- | --- | -------- | ----------------------------------------- | --- |
| 5C DRDeutschland (D__00188) | DAB+ Block der Media Broadcast: - Absolut relax (72 kbps) - Dlf (104 kbps) - Dlf Kultur (112 kbps) - Dlf Nova (104 kbps) - DRadio DokDeb (48 kbps) - Energy Digital (72 kbps) - ERF Plus (64 kbps) - Klassik Radio (72 kbps) - Radio Bob (72 kbps) - Radio Horeb (48 kbps) - Radio Schlagerparadies (64 kbps) - Schwarzwaldradio (64 kbps) - sunshine live (72 kbps) - DRadio Daten (32 kbps Daten) - EPG Deutschland (16 kbps Daten) - TPEG (16 kbps Daten) - TPEG_MM (16 kbps Daten) | 1        | ND                                        | - Baden-Württemberg: Aalen, Baden-Baden (Fremersberg), Bad Mergentheim, Blauen, Brandenkopf, Donaueschingen, Feldberg im Schwarzwald, Freiburg (Vogtsburg-Totenkopf), Geislingen (Oberböhringen), Großerlach (Hohe Brach), Heidelberg (Königstuhl), Heilbronn (Schweinsberg), Hochrhein (Rickenbach), Hornisgrinde, Pforzheim (Schömberg-Langenbrand), Raichberg, Ravensburg (Höchsten), Reutlingen, Stuttgart (Frauenkopf), Ulm (Kuhberg) - Bayern: Amberg (Hirschau), Aschaffenburg (Pfaffenberg), Augsburg (Hotelturm), Bad Tölz (Gaißach), Balderschwang, Bamberg (Geisberg), Büttelberg, Brotjacklriegel, Dillberg, Grünten, Herzogstand, Hochberg (Traunstein), Hoher Bogen, Inntal (Ebbs), Ingolstadt (Gelbelsee), Kreuzberg/Rhön, Landshut (Altdorf), München (Olympiaturm), Nennslingen (Büchelberg), Nürnberg, Oberammergau, Ochsenkopf, Passau, Pfänder, Pfaffenhofen, Pfarrkirchen, Pfronten, Regensburg (Hohe Linie), Unterringingen, Untersberg, Wendelstein (Bayrischzell), Würzburg (Frankenwarte) - Berlin: Berlin (Alexanderplatz), Berlin (Scholzplatz) - Brandenburg: Bad Belzig, Booßen, Brandenburg/Havel, Calau, Casekow, Cottbus, Eberswalde (geplant), Eisenhüttenstadt, Neuruppin (geplant), Petkus, Pritzwalk, Templin - Bremen: Bremen (Walle), Bremerhaven-Schiffdorf - Hamburg: Hamburg (Moorfleet), Hamburg (Heinrich-Hertz-Turm) - Hessen: Bad Hersfeld (Rimberg), Biedenkopf (Sackpfeife), Fulda (Hummelskopf), Frankfurt (Europaturm), Gelnhausen (Schnepfenkopf), Gießen (Dünsberg), Großer Feldberg, Hardberg, Hohe Wurzel, Hoher Meißner, Kassel (Habichtswald), Mainz-Kastel - Mecklenburg-Vorpommern: Garz (Rügen), Güstrow, Malchin, Neubrandenburg-Süd, Neustrelitz (geplant), Rostock (Toitenwinkel), Röbel, Schwerin (Zippendorf-Gr.Dreesch), Torgelow, Wismar/Rüggow, Züssow - Niedersachsen: Aurich-Popens, Braunschweig (Broitzem), Braunschweig (Drachenberg), Cuxhaven-Stadt, Dannenberg, Göttingen (Bovenden-Osterberg), Hannover (Telemax), Lingen, Lüneburg-Neu Wendhausen, Molbergen-Peheim, Osnabrück (Bramsche-Schleptruper Egge), Hildesheim (Sibbesse), Steinkimmen, Uelzen, Visselhövede, Wilhelmshaven - Nordrhein-Westfalen: Aachen (Karlshöhe), Bergneustadt-Wiedenest (R), Bielefeld (Hünenburg), Bonn (Venusberg), Dortmund (Florianturm), Düsseldorf (Rheinturm), Eggegebirge, Herscheid, Hochsauerland (Hunau), Hürtgenwald-Großhau, Köln (Colonius), Langenberg, Lügde-Rischenau (Köterberg), Meschede (geplant), Minden (Jakobsberg), Münster (Fernmeldeturm), Schöppingen, Siegen-Süd, Wesel - Rheinland-Pfalz: Bad Kreuznach (Schanzenkopf), Bad Marienberg (Westerwald), Bornberg, Daun (Eifel), Edenkoben (Kalmit), Heckenbach-Schöneberg (Ahrweiler), Haardtkopf (geplant), Idar-Oberstein, Kaiserslautern, Kettrichhof, Koblenz (Kühkopf), Schnee-Eifel (geplant), Trier (Petrisberg) - Saarland: Merzig-Merchingen, Saarbrücken (Schoksberg) - Sachsen: Chemnitz, Dresden, Geyer, Leipzig, Löbau, Neustadt, Freiberg (Niederschöna), Oschatz, Schöneck, Zwickau Ost - Sachsen-Anhalt: Brocken, Burg, Dequede, Petersberg, Pettstädt (Weißenfels), Schneidlingen, Wittenberg - Schleswig-Holstein: Bungsberg, Bredstedt, Flensburg, Garding, Heide, Helgoland, Hennstedt, Itzehoe, Kiel (Kronshagen), Lübeck (Stockelsdorf), Schleswig, Niebüll (Süderlügum), Westerland (Sylt) - Thüringen: Bleßberg (Sonneberg), Erfurt-Hochheim, Gera, Inselsberg, Jena (Oßmaritz), Kulpenberg, Lobenstein (Sieglitzberg), Saalfeld (Remda), Weimar (Ettersberg) |
| 10A NDR HH (D__00240)       | DAB+ Block des Norddeutschen Rundfunks - NDR 90,3 (104 kbps) - NDR 1 SH NOR (Norderstedt) (104 kbps) - NDR 1 NDS LG (Lüneburg) (104 kbps) - NDR 2 HH (104 kbps) - NDR Kultur (104 kbps) - NDR Info HH (104 kbps) - N-Joy (104 kbps) - NDR Blue (104 kbps) - NDR Schlager (104 kbps) - NDR Info Spezial (104 kbps) - NDR BWS - NDR TPEG | 4        | ND                                        | Hamburg (Heinrich-Hertz-Turm), Hamburg (Moorfleet) |

Der Handy-TV-Betreiber MFD hat die Lizenzen für Digitales Mobiles Fernsehen (DMB) zurückgegeben. Alle Projekte in Deutschland, diesen Standard betreffend, sind eingestellt. Für die Übertragung von Handy-TV hat sich also DVB-H, nicht zuletzt aufgrund einer Befürwortung von DVB-H durch die EU-Kommission, durchgesetzt. Ein Testbetrieb ist zum 1. Juni 2008 gestartet. Der Betreiber heißt Mobile 3.0. Die verwendeten Sendefrequenzen werden im UKW- und VHF-III-Band liegen.

### Digitales Fernsehen (DVB-T2)
Die DVB-T2-Ausstrahlungen im Gleichwellenbetrieb (Single Frequency Network) mit anderen Standorten.
| Kanal | Frequenz (MHz) | Multiplex          | Programme im Multiplex | ERP (kW) | Sendediagramm rund (ND)/ gerichtet (D) | Polarisation horizontal (H)/ vertikal (V) | Modulations- verfahren | FEC | Guard- intervall | Bitrate (MBit/s) | SFN |
| ----- | -------------- | ------------------ | --- | -------- | -------------------------------------- | ----------------------------------------- | ---------------------- | --- | ---------------- | ---------------- | --- |
| 23    | 490            | ARD Digital        | - Das Erste HD - phoenix HD - arte HD - tagesschau24 HD - one HD | 16       | ND                                     | H                                         | 64-QAM (16-k-Modus)    | 1/2 | 19/128           | 18,2             | Rundfunksender Hamburg-Moorfleet, Heinrich-Hertz-Turm, Lübeck–Berkenthin, Lübeck–Stockelsdorf, Hamburg-Rahlstedt (Höltigbaum), Wedel (Wittsmoor) |
| 40    | 626            | ARD regional (NDR) | - NDR Fernsehen HD (Hamburg) | 5        | ND                                     | H                                         | QPSK (16-k-Modus)      | 1/2 | 19/128           | 6                | Rundfunksender Hamburg-Moorfleet, Heinrich-Hertz-Turm                                                                                            |
| 41    | 634            | ARD regional (NDR) | - NDR Fernsehen HD (Schleswig-Holstein) - WDR Fernsehen (Köln) HD / NDR HD (Niedersachsen) (zeitw.) - SWR Fernsehen BW HD / NDR HD (MV)(zeitw.) - MDR Fernsehen (Sachsen-Anhalt) HD - BR Fernsehen Süd HD / NDR HD (HH)(zeitw.) | 16       | ND                                     | H                                         | 64-QAM (16-k-Modus)    | 1/2 | 19/128           | 18,2             | Rundfunksender Hamburg-Moorfleet, Heinrich-Hertz-Turm, Lübeck–Berkenthin, Lübeck–Stockelsdorf, Hamburg-Rahlstedt (Höltigbaum), Wedel (Wittsmoor) |

### Digitales Fernsehen (DVB-T)
Bis zum Wechsel auf DVB-T2 am 29. März 2017 liefen die DVB-T-Ausstrahlungen vom Rohrmast des NDR im Gleichwellenbetrieb (Single Frequency Network) mit anderen Standorten.
ehemaliges Angebot:
| Kanal | Frequenz (MHz) | Multiplex                  | Programm im Multiplex | ERP (kW) | Antennen- diagramm rundum (ND) / gerichtet (D) | Polarisation horizontal (H) / vertikal (V) | Modulations- verfahren | FEC | Guard- intervall | Bitrate (MBit/s) | SFN mit Sender                                                                              |
| ----- | -------------- | -------------------------- | --- | -------- | ---------------------------------------------- | ------------------------------------------ | ---------------------- | --- | ---------------- | ---------------- | ------------------------------------------------------------------------------------------- |
| 28    | 530            | ARD Digital (NDR) Hamburg  | - NDR Fernsehen (Schleswig-Holstein) - WDR (Köln) / NDR (Nd.Sachsen) (zeitw.) - MDR (Sachsen-Anhalt) / NDR (MV) (zeitw.) - BR (Schwaben/Altbay.) / NDR (HH) (zeitw.) | 100      | D                                              | H                                          | 16-QAM                 | 2/3 | 1/4              | 13,27            | - Wedel - Neumünster–Armstedt - Mölln–Fuhlenhagen - Lübeck–Berkenthin - Lübeck–Stockelsdorf |
| 54    | 738            | ARD regional (NDR) Hamburg | - NDR Fernsehen (Hamburg) - WDR (Köln) / NDR (Nd.Sachsen) (zeitw.) - MDR (Sachsen-Anhalt) / NDR (MV) (zeitw.) - BR (Schwaben/Altbay.) / NDR (SH) (zeitw.)            | 32       | D                                              | V                                          | 64-QAM                 | 1/2 | 1/8              | 16,59            | - Hamburg (Heinrich-Hertz-Turm) (horiz.), - Hamburg-Rahlstedt (horiz.)                      |

### Analoges Fernsehen
Die Abstrahlung der analogen Fernsehsender wurde mit der Einführung von DVB-T eingestellt. Zuletzt waren folgende Kanäle in Benutzung:
| Kanal | Frequenz (MHz) | Programm                           | ERP (kW) | Sendediagramm rund (ND)/ gerichtet (D) | Polarisation horizontal (H)/ vertikal (V) |
| ----- | -------------- | ---------------------------------- | -------- | -------------------------------------- | ----------------------------------------- |
| 9     | 203,25         | Das Erste (NDR)                    | 100      | ND                                     | H                                         |
| 26    | 511,25         | NDR Fernsehen (Schleswig-Holstein) | 10       | D                                      | H                                         |
| 56    | 751,25         | NDR Fernsehen (Niedersachsen)      | 500      | D                                      | H                                         |

## Meteorologische Nutzung des Sendemastes
Seit 1967 betreibt das Meteorologische Institut der Universität Hamburg am 304 Meter hohen Mast Messgeräte für Temperatur, Luftfeuchtigkeit und Windgeschwindigkeit. Die Daten werden dabei in sechs Höhen am Mast (50, 70, 110, 175, 250 und 280 m) in hoher zeitlicher Auflösung erfasst, was insbesondere der Erforschung von Turbulenz dient, da so die turbulenten Flüsse von Impuls und Wärme bestimmt werden können. Die aktuellen Messwerte sind im Internet frei zugänglich.
Daneben existiert noch ein 10 Meter hoher Aluminium-Gittermast für Messungen in Bodennähe, der auf einem ehemaligen Perdunenfundament montiert ist.

### Rundfunk
- Sender Billwerder-Moorfleet. In: Structurae (Holzsendeturm Billwerder-Moorfleet)
- Sender Billwerder-Moorfleet. In: Structurae (LW- und MW-Sendemast Billwerder-Moorfleet)
- Sender Billwerder-Moorfleet. In: Structurae (UKW-Sendemast Hamburg-Billwerder)
- Sender Billwerder-Moorfleet. In: Structurae (Mittelwellensendemast Hamburg-Billwerder)
- Sender Billwerder-Moorfleet. In: Structurae (Reservemittelwellensendemast Hamburg-Billwerder)
- Sender Billwerder-Moorfleet. In: Structurae (Reflektormast Hamburg-Billwerder)

### Meteorologie
- Wettermast Hamburg